# Schoenorchis brevirachis
Schoenorchis brevirachis är en orkidéart som beskrevs av Gunnar Seidenfaden. Schoenorchis brevirachis ingår i släktet Schoenorchis och familjen orkidéer.
Artens utbredningsområde är Vietnam. Inga underarter finns listade i Catalogue of Life.